# バーゲンセール (お笑いコンビ)
バーゲンセールは、日本のお笑いコンビ。所属していた事務所はオスカープロモーション、2019年5月からはフリーだった。

## 来歴
二人ともタレント養成所『ワタナベエンターテインメントカレッジ』卒業。2013年8月1日結成。株式会社ウイントアーツでタレント、モデル、女優、アイドルユニットとして活躍していたが2014年4月に活動の拠点を株式会社AK PLANNINGに移動。その後2014年8月フリーとなるも、2015年にオスカープロモーション所属となる。以前から同じ事務所同士ではあったものの、元々そんなに仲良くは無かったが、わさびちゃんが先に「自分はアイドルじゃないな」と気付き、上原も「女優のままではやっていけなさそう」と思い始め、2013年2月頃の岩手県での映画の撮影で一緒に手伝って現場を盛り上げたことがきっかけで意気投合し、お笑いの道へ進む（上原が主演、わさびちゃんがその親友役という作品だったが、その映画は、出演者を兼ねていた監督が自分の演技に納得がいかなかったという理由で公開されることなくお蔵入りになったとのこと）。
コンビ名の由来は、『スタッフがみんな忙しくなるように』という理由から。キャッチフレーズは「ちょっぴり可愛いお笑いコンビ」。
2019年5月、オスカープロモーションのお笑い部門閉鎖に伴いフリーとなる。同じ元オスカーであるぺこぱが同年のM-1グランプリ決勝に進出し、元オスカー芸人で集まって応援観戦をする模様をYouTubeチャンネルにアップロードして87万以上の再生回数を得る。その後2020年1月に解散が決定。理由は正子が自分の力に限界を感じたことと、旅などYouTubeの活動に力を入れ始めて飛躍を狙ったわさびちゃんに付いて行けなくなったという方向性の違いを理由としている。今後はわさびちゃんは芸人を続ける予定で、正子は芸人を引退して当面はわさびちゃんのバー『秘密基地B』で働くとのことで、二人の仲の良さは変わらないとしている。客入れの催物では2020年1月27日の主催ライブ『バーゲン会議 最終回』（東京・大塚Shisui-deux（シスイドゥー））をもって、営業ではその後の2020年1月29日から1月31日にかけての公民館関係者が集まる全国大会『全国公民館セミナー』のMCとプレゼンターの仕事を最後に解散。

## 芸風
自分たちのネタを「宴会芸」と言っている。「アラサー女性のハッピーな瞬間」をネタに、振りネタの後に「それってハッピー!」と叫んでOL服を破ってセクシーコスチューム姿に変身してサンバを踊り、最後に「絶頂～」と言うものや、他にカーペンターズやシンディ・ローパーの曲に合わせてフリップの絵を見せながら歌ネタを演じるなどというもの、「心の応援団」シリーズのネタなどがある。その他芸風はピンク・レディー替え歌ネタ（『蚊ウスポー』など）がある。2017年9月頃から、二人がスナックのママとチーママに扮してのネタ、2018年からは上原が平安美人に扮しての「平安先輩」のネタも行っている。

## メンバー
- わさびちゃん（1987年9月4日（37歳） - ）
  - 千葉県市川市出身[22]。ボケ・ネタ作成担当。立ち位置は向かって左。
  - 160cm、45kg。スリーサイズ82-59-86cm 血液型B型。
  - 本名：土橋綾乃[23]。
  - 千葉県立国府台高等学校卒業[22]、千葉商科大学政策情報学部政策情報学科卒業（2010年3月）[24]。
  - 高校生時代にバンドボーカルをしていたころのステージネームは「珠緒」。中学生の時からさとう珠緒に似ていると言われて来たことに由来する[23][25]。
  - 20歳を過ぎてから、MCやキャンペーンガールの仕事を始める。きっかけは身近に辛いことがあり、人を元気にしたいと思った時に幼馴染みに「お前のバカみたいな喋りで元気になれる」と言ったことを言われたことを思い出したことだった。その後東日本大震災に遭った（発生時、ちょうどキャンペーンの仕事で幕張メッセに居た）ことで、更に元気を与える存在になりたいと思ってタレントになった[26]。
  - 旧芸名は「皆本あきら」。この芸名の名付け親は当時の自身のプロデューサー。2014年8月に皆本あきらから改名[23]。
  - 趣味は着物、イタズラ、保湿[27]、サッカー観戦[28][29]。
  - 特技は司会、他人のファッションコーディネート、瞬間小顔マッサージ[30]（コルギ美容法。かつてスポーツインストラクターをやっていたことで得意[31]）。
  - 「ギラギラガールズ」（東京・歌舞伎町のショーダンス&ガールズバー）でアルバイトをしていたことがある[32]。
  - すりすりわさびちゃんとしてYouTubeにて活動。日本全国各地の観光スポットで、ビキニ姿でワサビをおろしまくるという活動もしている[14]。
  - アナウンサーの水卜麻美とは、小学校、中学校共に同じで、同級生同士[33]。
  - 2018年から、自分の主催ライブ『いちまいの岩!』を行っていた[34]。
  - 2019年3月14日、豊島区南大塚に自分のバー『秘密基地B』を開業[35]。2020年7月から千葉県移住のため、同年6月限りで『秘密基地B』を手放して他のオーナーへ譲渡[36]。
  - コンビ解散後は、世界を激安旅行でめぐる貧乏旅行YouTuberとして活動していた[37]が、2020年7月から地元・千葉県の古民家に移住、この7月からUUUMと吉本興業と契約、芸人のピーチキスけん、女優のまめたいときちと3人で同居して古民家でのライフスタイルを発信するYoutuberとして活動していくことになった[38]。

- 上原正子（うえはら まさこ、1985年1月1日（40歳） - ）
  - 神奈川県横浜市[39]瀬谷区出身。ツッコミ担当。立ち位置は向かって右。血液型A型。
  - 神奈川県立都岡高等学校（現・神奈川県立横浜旭陵高等学校）卒業[40]
  - 正子は本名で、正月生まれであることからこう名付けられた[41]。
  - 2016年1月にそれまでの芸名「上原舞花」（うえはら まいか）から本名に改名。お笑い芸人としてやっていくうちに「舞花」という芸名の可愛らしさに罪のようなものを意識しての改名だという[41]。
  - 弟が居る[29]。
  - 趣味は野球観戦（巨人ファン[29]）、食べ歩き、全身浴
  - アニメ好き。安室奈美恵とBUMP OF CHICKENのファン[42]
  - 特技は歌ものまね
  - チャームポイントはくちびる。生まれ付き唇が特徴的だったとのことで[43]、自分のことを「くちびるおばけ」と表現したこともある[44]。
  - 小学3年生の時から子役もやっていたことがあり、子役として大家族デカ（フジテレビ系）などに出演[45]。
  - プロ野球選手の岩﨑達郎とは、小学校、中学校共に同じで、同級生同士。クラスも同じになったことがあり、双方の父親も同級生同士[46]。
  - かつて、横浜のみなとみらいの靴下屋の店長をしていたことがある[47]。
  - YouTubeコンテンツ『すりすりわさびちゃん』にて監督を担当[48]。
  - 2020年12月から、弟のとおるちゃんとのコンビ「イナキ」を結成し芸人活動を再開[49]。一方で、2021年年明け頃からくまりえとユニットコンビ「ファニービーチ」を組んでの活動も開始し、女芸人No.1決定戦 THE Wを目指すことになった[50]。

## 出演

### テレビ
- 王様のブランチ（TBS）- 2014年4月5日
- コレ買いダネ!!（TBS）- 2014年4月29日
- 有吉ジャポン（TBS）- 2014年5月30日、わさびちゃんのみ
- 今夜もドル箱V（テレビ東京）- 2015年11月11日
- ものまねグランプリ（日本テレビ）- 2015年5月19日「ものまねショートSHOW!」コーナー[15]、2015年12月15日
- 東京オーディション(仮)（TOKYO MX）- 2016年7月26日など不定期出演
- 有田ジェネレーション（TBS）- 2016年8月2日
- 前略、西東さん（中京テレビ放送）- 2016年10月8日
- バクモン学園（テレビ朝日、2017年4月3日 - ）- 準レギュラー出演
- 『ぷっ』すま（テレビ朝日）- 2017年8月26日、2017年9月2日「女芸人が水着に着替えたら」、わさびちゃんのみ出演
- ウチのガヤがすみません!（日本テレビ）- 2017年10月17日初出演。2020年3月3日（解散後）はわさびのみ出演
- 一夜づけ（テレビ東京） - 2018年11月25日～2018年12月16日『このマンガもすごい！一夜づけ式“漫画プレゼン芸人No.1決定戦”』、上原のみ
- キラキラ男子プロジェクト～PiPiPiのピ～（TOKYO MX） - 2019年3月6日[51]
- Heaven? 〜ご苦楽レストラン〜（TBS） - 正子のみ　レストランの客 役[52]
- XL3分半クッキング（TOKYO MX） - 2019年12月8日深夜　わさびちゃんが企画制作、脚本、監督を務めた[53]。
- ふるさとライブ（長野放送） - レポーター（レギュラー）、2019年12月16日から出演[54]
- Dreamドライブ お笑いネタ祭り（TOKYO MX）- 2020年1月28日（AM4:00 - 4:30）、バーゲンセールとして最後のテレビ出演[55]
- タリオ 復讐代行の2人（NHK総合）- 2020年11月20日（最終話）、わさびちゃんのみ[56]

### ネット放送
- バーゲンセールTV!（SHOWROOM）
- おか女。集めました（WALLOP）
- 欲しがりません勝又：は!（ニコジョッキー）
- チャンスの時間（2019年6月12日[57]、AbemaTV）
- わさびのマネジメント株式会社（ニコジョッキー）

### ラジオ
- Emotional Beat姫ラジ（レインボータウンFM、2014年5月10日 - ）
- バーゲンセールの今日も大売り出し!（原宿ソラトニワFM　毎週水曜日18時25分　2017年1月から）[58]

### 映画
- 道しるべ（監督：田中じゅうこう　2016年）- 上原のみ「上原舞花」時代の出演[59]、「由香」役[60]
- 迷子のまいこのお兄さん（監督：柳圭介 製作：柳編集室 2018年4月）
- 仮面病棟（2020年3月6日公開）- わさびのみ出演[61]

### 舞台
わさびちゃん
- ワタナベエンターテイメントカレッジ Remex Live「三剣士～私を守ってくれるモノタチ～」(2012年3月1日～3日、新宿・全労済ホールスペース・ゼロ) - 女子高生役
- Air studioプロデュース「それゆけ！遠山一家～龍之介、自由な空を思う～」(2013年1月9日～14日、両国・Air studio) - 伊藤野枝役
- ワタナベエンターテイメントカレッジ Remex Live「千年夜物語～僕らは“いつかその日”が来るのをずっとまっている」(2013年2月28日～3日、新宿・全労済ホールスペース・ゼロ) - 悪役ボス・西園寺茜役
- Air studioプロデュース「LIFE～空を見よう、星を見よう～」(2013年5月15日～19日、両国・Air studio) - 美希役
- 「解体屋！！BARASHIYA～そこは残しておくよ～」(2013年6月18日～23日、池袋・シアターグリーンBIG TREE THEATER) - ヤクルトレディ・リーダー役-* Air studioプロデュース「7丁目36番地ゆめ屋～ROCKの巻～」(2013年7月3日～8日、両国・Air studio) - 咲希役
- 茶柱日和第5回公演「ラブ☆ガチャVol.6～ラブ+ガチャガチャ！～」(2013年9月10日～16日、池袋・シアターグリーンBOX in BOX THEATER) - リズ役
- 劇団空感エンジン第七回本公演『LINE 1986-2014』(2014年4月23日～29日、新宿・スペース107) - マミ役

上原正子（舞花）
- ワタナベエンターテイメントカレッジ Remex「ウイングス」(2011年2月25日～27日、新宿・全労済ホールスペース・ゼロ) - ヴィサ役
- ワタナベエンターテイメントカレッジ Remex Live「三剣士～私を守ってくれるモノタチ～」(2012年3月1日～3日、新宿・全労済ホールスペース・ゼロ) - シンゲン役
- DIRT1600公演vol.8「Boys&Girls～パロディ最高！～」(2013年1月10日～14日、千本桜ホール)
- DIRT1600公演vol.9「ALLSTARS～輝き続ける人達へ～」(2013年4月12日～14日、しもきた空間リバティ)
- Air studioプロデュース「LIFE～空を見よう、星を見よう～」(2013年5月22日～27日、両国・Air studio) -美希役
- Air studioプロデュース「7丁目36番地ゆめ屋～ROCKの巻～」(2013年7月3日～8日、両国・Air studio)
- DIRT1600公演vol.10「FREEMAN2～帰ってきたオムニバリスト達～」(2013年8月15日～18日、しもきた空間リバティ)
- BKプロデュース公演「みんなのコント」(2014年1月8日～12日、千本桜ホール)

### ライブ・イベント
- クローバーライブ（2013年12月　他）)
- VOICE in WONDER act.70（2013年12月25日）
- 新宿コントレックスVol.11 (&追加公演) （2014年1〜2月）- MC出演
- マカロン共和国！！〜乙女の乙女よる乙女のためのライブ第三回〜 （2014年2月）
- バラエティイベントハコニワvol.46 ~GWスペシャル2(仮)~ （2014年5月4日、新宿バティオス）- 皆本あきら出演
- 日替わりランチ（2014年5月6日、2014年6月30日　他、なかの芸能小劇場）
- アイドルLive in 池袋ハーツカフェ（2014年6月29日） - MC出演
- DDライブ 単推し（2014年6月30日、渋谷シアターD）
- オスカーお笑いライブ（新宿バティオス　2014年頃から月1回定期的出演）
- 神奈川県三ツ境の白姫神社・商店街祭り（2014年8月3日、2016年8月6日[62]） - MC出演
- トランスフォーマー博（2014年8月10日、パシフィコ横浜） - わさびちゃん出演
- トークライブ「バーゲン会議」（第1回は2017年2月27日[63] 以降定期的に開催）
- わさびちゃん主催ライブ「いちまいの岩!」（2018年から）